# Болот Бейшеналієв
Болот Бейшеналієв (25 червня 1937, селище Калмак-Ашуу, Кеминський район, Киргизька РСР — 18 листопада 2002, Бішкек, Киргизстан) — радянський і киргизький актор театру і кіно. Народний артист Киргизстану (1994).

## Життєпис
Закінчив київську студію театру опери та балету в 1957 році і продовжував працювати в Інституті мистецтв і театру в Ташкенті (Узбекистан) до 1963 року. Працював помічником директора студії «Киргизфільм».
Син Азіз Бейшеналієв — також актор.

## Фільмографія
- «Важка переправа» (1964)
- «Перший вчитель» (1965)
- «Білі, білі лелеки» (1966)
- «Колонія Ланфієр» (1968)
- «Без страху» (1971,  Усубалієв)
- «Вклонися вогню» (1971, Азізов)
- «Захар Беркут» (1971, Пета)
- «Сьома куля» (1972, дезертир)
- «Таємниця забутої переправи» (1973, Саттар)
- «Хто був нічим...» (1974)
- «…той стане всім…» (1975)
- «Зіниця ока» (1976, Еркін)
- «Професія — слідчий» (1982, Аферист Шурпєтов)
- «Чокан Валіханов» (1983, старий)
- «Позивні «Вершина»» (1984)
- «Перший» (1984)
- «Пісня про кохання» (1984)
- «Ворожіння на баранячій лопатці» (1988, Батва)
- «Маньчжурський варіант» (1989, генерал)
- «Султан Бейбарс» (1989, Калаун)
- «Азіат» (1991, Агай)